# Taft (Texas)
Taft es una ciudad ubicada en el condado de San Patricio en el estado estadounidense de Texas. En el Censo de 2010 tenía una población de 3048 habitantes y una densidad poblacional de 790,89 personas por km².

## Geografía
Taft se encuentra ubicada en las coordenadas 27°58′48″N 97°23′28″O / 27.98000, -97.39111. Según la Oficina del Censo de los Estados Unidos, Taft tiene una superficie total de 3.85 km², de la cual 3.85 km² corresponden a tierra firme y (0%) 0 km² es agua.

## Demografía
Según el censo de 2010, había 3048 personas residiendo en Taft. La densidad de población era de 790,89 hab./km². De los 3048 habitantes, Taft estaba compuesto por el 78.77% blancos, el 2.69% eran afroamericanos, el 0.52% eran amerindios, el 0.1% eran asiáticos, el 0.3% eran isleños del Pacífico, el 14.37% eran de otras razas y el 3.25% pertenecían a dos o más razas. Del total de la población el 75.49% eran hispanos o latinos de cualquier raza.